# Charlotte Tiedemann

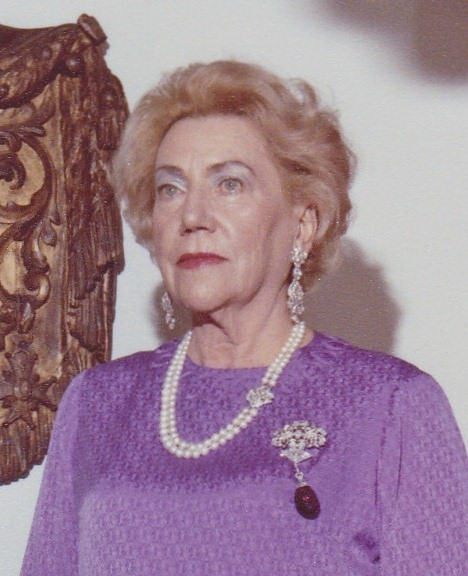
Charlotte Tiedemann

Charlotte Luise Auguste Tiedemann (spanisch Carlota Tiedemann), von Monarchisten als S.A.R. (=Son Altesse Royale) Madame la Duchesse tituliert (* 2. Januar 1919 in Königsberg, Ostpreußen; † 3. Juli 1979 in West-Berlin) war eine deutsche Sängerin und Filmschauspielerin sowie die zweite (bürgerliche) Ehefrau von Jaime de Borbon, Herzog von Anjou, Segovia, Madrid und Toledo, legitimistischer Anwärter auf den französischen Thron und von 1941 bis 1975 alphonsistischer und karlistischer Anwärter auf den spanischen Thron.

## Biografie

### Musikalische und filmische Karriere
Charlotte Tiedemann wurde als einziges Kind deutscher Eltern (katholischer Vater, Leiter einer Automobilfabrik, und evangelisch-lutherische Mutter) geboren und in der Religion ihrer Mutter erzogen.
Da sie sich sehr von der Kunstszene angezogen fühlte, verließ sie im Alter von 17 Jahren ihre Stadt und zog nach Berlin. Sie nahm Schauspielunterricht und ging 1939 als Mezzosopranistin an die Hochschule für Musik. Danach sang sie an der Berliner Oper: 1941 „Carmen“ unter der Leitung von Heinz Hentschke, dann in Mozarts „Zauberflöte“ und „Die Fledermaus“ von Johann Strauß Sohn. Der Komponist Heino Gaze schuf für sie das Lied „Opapa“, das sie viele Male für die deutschen Soldaten sang, bevor es von Goebbels verboten wurde, weil es ihm zu „jazzig“ war.
Am 3. Januar 1939 heiratete sie im Alter von 20 Jahren in Königsberg Franz Büchler, einen österreichischen Tontechniker, den sie bei der Aufnahme eines ihrer Konzerte kennengelernt hatte. Sechs Monate später ließen sie sich scheiden, aber aus dieser Verbindung ging eine Tochter, Helga Charlotte, hervor.
1943 wurde Charlotte Tiedemann von der UFA für einen Vertrag über fünf Filme engagiert. Sie spielte unter anderem in „Titanic“ von Herbert Selpin und Werner Klingler. Ihr wurde eine Romanze mit Marschall Kesselring nachgesagt, aber sie heiratete noch im selben Jahr erneut, und zwar Obersturmbannführer Fritz Hippler (1908–2002), Leiter der Filmabteilung im Propagandaministerium, der Joseph Goebbels unterstand. Dieser drehte 1939 in Łódź den Film Der ewige Jude. Das Paar ließ sich 1947 scheiden.
Nach dem Krieg versuchte Charlotte Tiedemann, ihre Karriere in Italien unter dem Namen Micaela Carlotta wieder aufzunehmen, gab Konzerte und spielte in einigen Filmen mit, darunter Der Wolf von Sila (Il lupo della Sila).

### Heirat mit dem spanischen Thronfolger
Dann lernte sie den Anwärter auf den spanischen und französischen Thron, Jaime de Borbon, Herzog von Anjou und Segovia und Infant von Spanien, ältester Sohn von König Alfons XIII. und Königin Victoria Eugénie von Spanien, am 6. September 1947 bei einer Abendveranstaltung in Rom im Restaurant Il Faro kennen.
Sie heirateten standesamtlich am 3. August 1949 in Österreich. Jaime de Borbon hatte 1935 eine erste Ehe mit Emmanuelle de Dampierre geschlossen, mit der er zwei Söhne hatte: Alfonso de Borbon, der später von General Franco, dessen Enkelin Carmen Martínez-Bordiú y Franco er heiratete, zum Herzog von Cádiz ernannt wurde, und Gonzalo de Borbón. Sie half ihm, seine Aussprache zu verbessern, weil der Prinz Schwierigkeiten mit dem Sprechen hatte, da er seit seinem siebten Lebensjahr taub war.
Nach der standesamtlichen Trauung besuchten sie ihren Trauzeugen, den ehemaligen k.u.k. Feldmarschall und ehemaligen Hochmeister des Deutschen Ordens Eugen von Österreich-Teschen, den Großonkel väterlicherseits des Herzogs von Anjou, der in einer bescheidenen Villa in Igls wohnte, einige Kilometer vom Stadtzentrum Innsbrucks entfernt. Sie lebten nach der Hochzeit etwa zwanzig Jahre lang in Frankreich, in Cannes, in der Villa Segovia in Rueil-Malmaison, dann in der Avenue Ingres und der Avenue de Suffren in Paris und schließlich auf dem Boulevard des Sablons in Neuilly-sur-Seine.
Im Spätsommer 1970 zogen sie nach Lausanne (ein Jahr nach dem Tod der ehemaligen Königin Victoria Eugénie, der Witwe von König Alfons XIII.).
Sie lebten in einer 450 Quadratmeter großen Residenz auf der Höhe von Ouchy, in der Rue Primerose 6, die vom spanischen Staat zur Verfügung gestellt wurde, und wohnten mit den Herzögen von Cadaval und einem Mitglied der Familie Patino in der Nachbarschaft (Quelle: Yvan de Wilde). Jaime de Borbon, dessen Gesundheit bereits angeschlagen war, starb am 20. März 1975 nach einem Sturz auf einer öffentlichen Straße.

### Witwenschaft und finanzielle Sorgen
Trotz eines Testaments, das in lobenden Worten zu ihren Gunsten verfasst wurde, verzichtete Charlotte Tiedemann, die hilflos und krank war, auf ihre Rechte im Austausch für das vom spanischen Staat während der Franco-Diktatur eingeräumte Recht zur Besetzung der Wohnung in Lausanne.
Sie trat am 8. April 1979 in die katholische Religion ein und wurde von dem traditionalistischen Bischof Marcel Lefebvre in Écône getauft.
Da sie kein Einkommen hatte, sehr krank war (Diabetes und Sucht) und von allen verlassen war, stellte sie bei der Stadt Lausanne einen Antrag auf Sozialhilfe. Als der ehemalige Sekretär ihres Mannes, der französische Monarchist Patrick Esclafer de La Rode (Gründungsmitglied des Instituts des Hauses Bourbon), ihn im Juni 1979 darauf ansprach, ignorierte König Juan Carlos zunächst die Situation, ging dann aber bestimmte Verpflichtungen ein (über den Chef seines Hauses, Nicolas Cotoner y Cotoner, 22. Marqués de Mondéjar, Ritter des Goldenen Vlieses und Chef des Hauses des Königs von 1975 bis 1990). Da ihr verstorbener Ehemann unter seinem Vater, König Alfons XIII., als Regimentskommandeur in Spanien gedient hatte, wurde über die Zuerkennung einer Militärpension für Generalswitwen gesprochen. Dies wurde jedoch nicht weiterverfolgt, da Charlotte am 3. Juli 1979 während einer Reise nach Berlin bei einem Besuch ihrer Mutter starb.
Sie ruht neben ihrer Mutter Elisabeth Tiedemann (1893–1982), auf dem Friedhof Zehlendorf in Berlin. Auf ihrem Grab befindet sich eine einfache Stele aus rosa Granit mit der Inschrift: „CHARLOTTE HERZOGIN v. SEGOVIA * 2-1-1919 † 3-7-1979“.